# Aluizio de Freitas Autran Dourado
Aluizio de Freitas Autran Dourado foi um político brasileiro do estado de Minas Gerais. Foi deputado estadual em Minas Gerais durante a 3ª legislatura (1955-1959).